# Агрипина Сицилијска
Света Агрипина је хришћанска светица рођена и одрасла у Риму. Од раног детињства живела је у складу са јеванђелским вредностима. Мучена је и убијена за време владавине цара Валеријана (253–259). Када је изведена на суд, исповедила је своју веру у Исуса Христа. Због тога је бијена штаповима док јој кости нису поломљене. У хришћанској традицији помиње се да јој се јавио анђео Божји и да ју је исцелио. Касније, после новог мучења, преминула је. Њене другарице Васа, Пауна и Агатоника пренеле су њене мошти на острво Сицилију, и тамо их сахраниле. Ту се потом саградила црква у име Свете Агрипине. У хришћанској традицији помиње се да су за њене мошти везана многа чудеса, те да су чак и силом њених моштију Агарјани отерани од града, где те мошти почивају. Света мученица Агрипина је преминула 275. године. У 11. веку мошти Свете Агрипине су пренесене у Цариград.
Српска православна црква слави је 23. јуна по црквеном, а 6. јула по грегоријанском календару.